# Bayandelger (distrikt i Mongoliet, Töv)
Bayandelger (mongoliska: Баяндэлгэр Сум, Баяндэлгэр, Bayandelger Sum) är ett distrikt i Mongoliet.   Det ligger i provinsen Töv, i den centrala delen av landet, 90 km öster om huvudstaden Ulaanbaatar.